# Little Anthony & the Imperials

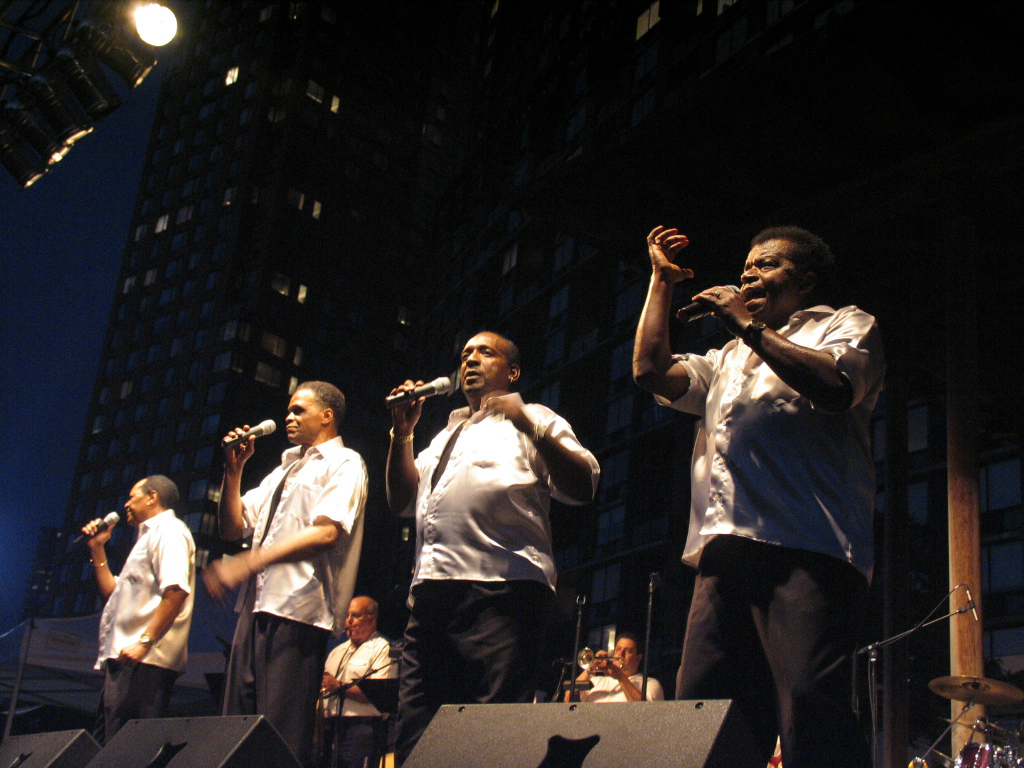
Little Anthony (ganz rechts) und die Imperials im Jahre 2005

Little Anthony & the Imperials ist eine Gesangsgruppe aus Los Angeles, Kalifornien, die seit Ende der 1950er-Jahre aktiv ist. Ihr Stil enthält eine Mischung aus Rhythm and Blues, Soul und Doo-Wop.

## Little Anthony
Ihr Sänger Little Anthony (eigentlich Anthony Gourdine) war bekannt für seine in die Höhe getriebene Falsett-Stimme, die von Jimmy Scott beeinflusst wurde. Er machte seine ersten Plattenaufnahmen bereits 1955 als Mitglied der Formation The Duponts, bevor er zu den The Chesters ging, die sich dann nach Abschluss eines Schallplatten-Vertrages in The Imperials umbenannten. Anthony Gourdine nahm in den 1980er Jahren religiöse Lieder auf, 1989 sang er im Background auf einer LP von Nancy Wilson.

## Bandgeschichte
Von 1958 bis 1977 konnte die Band einige Charterfolge verzeichnen, hauptsächlich in Amerika.
Der erste Erfolg der Band war der Doo-Wop-Song Shimmy Shimmy Ko-Ko Bop aus dem Jahre 1958, der in der Zeit der British Invasion eine beliebte Coverversion wurde. Im selben Jahr erschien Tears on My Pillow, das später ebenfalls von verschiedenen Künstlern gecovert werden sollte. Der australische Popstar Kylie Minogue hatte 1990 mit diesem Titel einen Nummer-eins-Hit in Großbritannien.
Im Gegensatz zu vielen anderen Gesangsgruppen dieser Zeit, die bald wieder in der Versenkung verschwanden, konnten „Little Anthony und the Imperials“ an ihre ersten Erfolge anknüpfen.
Ihre größte Popularität erreichte die Band Mitte der 1960er Jahre mit Liedern wie Goin’ out of My Head und Hurts So Bad, die ebenfalls beide von vielen Künstlern interpretiert wurden. Aus dieser Zeit stammt auch I’m on the Outside (Looking In) (1964).
Da die Band nicht in der Lage war, sich den Veränderungen innerhalb des Soul anzupassen, ließ der Erfolg der Band Mitte der 1970er-Jahre nach. Anschließend konnten sie häufig nur noch in Kasinos und Loungen in Las Vegas beziehungsweise in Nachtclubs vor mexikanisch-US-amerikanischer Bevölkerung im Südwesten der USA spielen. Dennoch sind Little Anthony und seine Imperials  auch nach über 55 Jahren immer noch aktiv (Stand: 2016), wenngleich einige der ursprünglichen Bandmitglieder inzwischen aus Altersgründen nicht mehr mitmachen und ersetzt wurden.
1999 wurde die Gruppe in die Vocal Group Hall of Fame aufgenommen. 2009 wurden Little Anthony und the Imperials auch in die Rock and Roll Hall of Fame berufen.

## Mitglieder
- Clarence Collins (* 17. März 1939, Bass, sang nach Auflösung der Gruppe bei den Imperials mit)
- Anthony Gourdine (* 8. Januar 1940, Leadgesang)
- Tracy Lord (Erster Tenor, 1964 ersetzt durch)
  - Sammy Strain (* 9. Dezember 1940. Er verließ die Band 1975 und ging zu den The O’Jays)
- Glouster Rogers (* 1940, Bariton)
- Ernest Jnr. Wright (* 24. August 1939, Zweiter Tenor)

## Diskografie

### Alben
| Jahr | Titel                                                                 | Höchstplatzierung, Gesamtwochen, AuszeichnungChartplatzierungen (Jahr, Titel, Platzierungen, Wochen, Auszeichnungen, Anmerkungen) | Höchstplatzierung, Gesamtwochen, AuszeichnungChartplatzierungen (Jahr, Titel, Platzierungen, Wochen, Auszeichnungen, Anmerkungen) | Anmerkungen   |
| Jahr | Titel                                                                 | US | R&B | Anmerkungen   |
| ---- | --------------------------------------------------------------------- | --- | --- | ------------- |
| 1965 | I’m on the Outside (Looking In) DCP International DCL-3801            | US135 (4 Wo.)US | — |               |
| 1965 | Goin’ Out of My Head DCP International DCL-3808                       | US74 (13 Wo.)US | R&B5 (9 Wo.)R&B |               |
| 1966 | The Best of Little Anthony & the Imperials DCP International DCL-3809 | US97 (23 Wo.)US | R&B9 (3 Wo.)R&B | Best-of-Album |
| 1969 | Out of Sight, out of Mind United Artists UAS-6720                     | US172 (5 Wo.)US | — |               |

Weitere Alben
- We Are the Imperials, featuring Little Anthony (1959)
- Shades of the 40s (1960)
- Payin’ Our Dues (1966)
- Reflections (1967)
- Movie Grabbers (1967)
- The Best of Anthony & the Imperials, Volume 2 (1968)
- On a New Street (1973)
- Hold On (1975)

### Singles
| Jahr | Titel Album                                                          | Höchstplatzierung, Gesamtwochen, AuszeichnungChartplatzierungen (Jahr, Titel, Album, Platzierungen, Wochen, Auszeichnungen, Anmerkungen) | Höchstplatzierung, Gesamtwochen, AuszeichnungChartplatzierungen (Jahr, Titel, Album, Platzierungen, Wochen, Auszeichnungen, Anmerkungen) | Höchstplatzierung, Gesamtwochen, AuszeichnungChartplatzierungen (Jahr, Titel, Album, Platzierungen, Wochen, Auszeichnungen, Anmerkungen) | Anmerkungen                                                                                             |
| Jahr | Titel Album                                                          | UK | US | R&B | Anmerkungen                                                                                             |
| ---- | -------------------------------------------------------------------- | --- | --- | --- | --- |
| 1958 | Tears on My Pillow We Are the Imperials, featuring Little Anthony    | — | US4 (19 Wo.)US | R&B2 (12 Wo.)R&B | Autoren: Sylvester Bradford, Al Lewis Millionenseller 1990 ein UK-Nummer-1-Hit für Kylie Minogue        |
| 1958 | So Much We Are the Imperials, featuring Little Anthony               | — | US87 (2 Wo.)US | R&B24 (1 Wo.)R&B | Autor: Richard Barrett                                                                                  |
| 1959 | Wishful Thinking We Are the Imperials, featuring Little Anthony      | — | US79 (2 Wo.)US | — | Autoren: Sylvester Bradford, Al Lewis                                                                   |
| 1959 | A Prayer and a Juke Box                                              | — | US81 (4 Wo.)US | — | Autor: Gary Shelton                                                                                     |
| 1959 | Shimmy, Shimmy, Ko-Ko-Bop The Best of Little Anthony & the Imperials | — | US24 (16 Wo.)US | R&B14 (10 Wo.)R&B | Autor: Bob Smith                                                                                        |
| 1960 | My Empty Room                                                        | — | US86 (2 Wo.)US | — | Autoren: Patrick Welch, Michael Merlo                                                                   |
| 1964 | I’m on the Outside (Looking In)                                      | — | US15 (10 Wo.)US | R&B8 (14 Wo.)R&B | Autoren: Teddy Randazzo, Bob Weinstein                                                                  |
| 1964 | Goin’ Out of My Head                                                 | — | US6 (14 Wo.)US | R&B6 (13 Wo.)R&B | Autoren: Teddy Randazzo, Bob Weinstein                                                                  |
| 1965 | Hurt So Bad Goin’ Out of My Head                                     | — | US10 (9 Wo.)US | R&B3 (11 Wo.)R&B | Autoren: Teddy Randazzo, Bob Weinstein, Bobby Hart                                                      |
| 1965 | Take Me Back Goin’ Out of My Head                                    | — | US16 (11 Wo.)US | R&B15 (10 Wo.)R&B | Autor: Teddy Randazzo                                                                                   |
| 1965 | I Miss You So Goin’ Out of My Head                                   | — | US34 (7 Wo.)US | R&B23 (5 Wo.)R&B | Autoren: Jimmy Henderson, Sid Robin, Bertha Scott 1940 ein Hit für The Cats and the Fiddle              |
| 1966 | Hurt Goin’ Out of My Head                                            | — | US51 (6 Wo.)US | — | Autoren: Al Jacobs, Jimmie Crane 1955 ein R&B-Hit für Roy Hamilton                                      |
| 1966 | Better Use Your Head Payin’ Our Dues                                 | UK42 (4 Wo.)UK | US54 (7 Wo.)US | — | Autoren: Teddy Randazzo, Victoria Pike                                                                  |
| 1966 | It’s Not the Same Payin’ Our Dues                                    | — | US92 (2 Wo.)US | — | Autoren: Teddy Randazzo, Larry Kusik, Ritchie Adams, Victoria Pike                                      |
| 1968 | I’m Hypnotized                                                       | — | US98 (1 Wo.)US | — | Autoren: Teddy Randazzo, Victoria Pike                                                                  |
| 1969 | Out of Sight, out of Mind                                            | — | US52 (9 Wo.)US | R&B38 (4 Wo.)R&B | Autoren: Ivory Joe Hunter, Clyde Otis 1956 ein Hit für die Five Keys                                    |
| 1969 | The Ten Commandments of Love Out of Sight, out of Mind               | — | US82 (4 Wo.)US | — | Autoren: Marshall Paul, Harvey Fuqua 1968 ein Hit für Peaches & Herb                                    |
| 1970 | Help Me Find a Way (To Say I Love You)                               | — | US92 (4 Wo.)US | R&B32 (10 Wo.)R&B | Autoren: Thom Bell, Linda Creed                                                                         |
| 1974 | I’m Falling in Love with You On a New Street                         | — | US86 (4 Wo.)US | R&B25 (13 Wo.)R&B | Autorin: Jeanne Davis                                                                                   |
| 1975 | Hold On (Just a Little Bit Longer) Hold On!                          | — | — | R&B79 (5 Wo.)R&B | als Anthony and the Imperials Autoren: William Barry, Phil Hurtt, Tony Bell, James E. Hill, Rufus Brown |
| 1978 | Who’s Gonna Love Me                                                  | — | — | R&B73 (6 Wo.)R&B | als The Imperials Autor: Alfie Davison                                                                  |

Weitere Singles
- The Diary (1958)
- I’m Alright (1959)
- I’m Taking a Vacation from Love (1960)
- Limbo Part I & II (1960)
- Formula of Love (1961)
- Please Say You Want Me (1961)
- Traveling Stranger (1961)
- A Lovely Way to Spend an Evening (1961)
- That Lil’ Ole Lovemaker Me (1961)
- You Better Take It Easy, Baby (1966)
- Don’t Tie Me Down (als Anthony and the Imperials, 1967)
- Hold On to Someone (als Anthony and the Imperials, 1967)
- You Only Live Twice (als Anthony and the Imperials, 1967)
- If I Remember to Forget (als Anthony and the Imperials, 1967)
- What Greater Love (als Anthony and the Imperials, 1968)
- Yesterday Has Gone (als Anthony and the Imperials, 1968)
- The Flesh Failures (Let the Sunshine In) (als Anthony and the Imperials, 1968)
- Anthem (Grow, Grow, Grow) (als Anthony and the Imperials, 1969)
- Don’t Get Close (1970)
- World of Darkness (1970)
- Father, Father (1971)
- La La La at the End (1973)
- I Don’t Have to Worry (1974)
- I’ll Be Loving You Sooner or Later (1975)
- Nothing from Nothing (1976)
- Where You Gonna Find Somebody Like Me (1978)
- Living Without Your Love (als The Imperials, 1980)